# Jérôme Pineau
Jérôme Pineau (Mont-Saint-Aignan, 2 de enero de 1980) es un ciclista francés. Fue profesional desde 2002 hasta 2015.

## Trayectoria
Logró finalizar en segunda posición una etapa del Tour de Francia de 2002, con final en Pau y solamente superado por uno de sus compañeros de escapada, su compatriota Patrice Halgand. Así mismo, finalizó tercero la primera etapa del Tour de Francia de 2008, solo por detrás de dos especialistas como el español Alejandro Valverde y el belga Philippe Gilbert, con final en Plumelec.
En la temporada de 2008, sus segundos puestos en la Polynormande y en la París-Camembert, entre otras notables posiciones, le valieron para alzarse con la Copa de Francia de ciclismo. Ese mismo año participa en los Juegos Olímpicos de Pekín.
No obstante su mejor victoria hasta la fecha es la conseguida en el Giro de Italia de 2010 en el que ganó una etapa, después de una larga escapada que llegó con apenas unos segundos de ventaja sobre el pelotón.
El 11 de julio de 2015 anunció que se retiraría del ciclismo al término de esa misma temporada tras catorce temporadas como profesional y con 35 años de edad.

## Palmarés
| 2002 - Tour de Normandía 2003 - Polynormande - 1 etapa del Tour de l'Ain 2004 - Clásica de Almería - Tour de l'Ain, más 1 etapa - París-Bourges | 2008 - Copa de Francia (ver nota) 2010 - 1 etapa del Giro de Italia 2011 - Gran Premio Jef Scherens |

## Resultados en Grandes Vueltas y Campeonatos del Mundo
| Carrera         | Carrera         | 2002 | 2003 | 2004 | 2005 | 2006 | 2007 | 2008 | 2009 | 2010 | 2011 | 2012  | 2013  | 2014 | 2015 |
| --------------- | --------------- | ---- | ---- | ---- | ---- | ---- | ---- | ---- | ---- | ---- | ---- | ----- | ----- | ---- | ---- |
|                 | Giro de Italia  | —    | —    | —    | —    | —    | —    | —    | —    | 58.º | 84.º | —     | 124.º | —    | Ab.  |
|                 | Tour de Francia | 87.º | 71.º | 27.º | 43.º | 81.º | 68.º | 36.º | 88.º | 66.º | 54.º | 112.º | 159.º | 58.º | —    |
|                 | Vuelta a España | —    | —    | —    | —    | Ab.  | —    | —    | —    | —    | —    | —     | —     | —    | —    |
| Mundial en Ruta | Mundial en Ruta | —    | —    | 32.º | —    | —    | —    | 19.º | —    | —    | —    | —     | —     | —    | —    |

—: no participa

Ab.: abandono

## Equipos
- Bonjour/Brioches La Boulangère/Bouygues Télécom (2002-2008)
  - Bonjour (2002)
  - Brioches La Boulangère (2003-2004)
  - Bouygues Télécom (2005-2008)
- Quick Step (2009-2013)
  - Quick Step-Innergetic (2009-2010)
  - Quick Step Cycling Team (2011)
  - Omega Pharma-QuickStep (2012-2013)
- IAM Cycling (2014-2015)